# Nikolaj Aleksandrovič Bulganin
Nikolaj Aleksandrovič Bulganin (in russo Николай Александрович Булганин?; Nižnij Novgorod, 30 marzo 1895 – Mosca, 24 febbraio 1975) è stato un politico e militare sovietico, premier dell'Unione Sovietica tra il 1955 e il 1958.

## Biografia
Entrato nel Partito Bolscevico fin dalla sua fondazione (1917), prese parte con coraggio alla rivoluzione russa ma prima di entrare nell'entourage politico leninista dovette affrontare una lunga carriera da burocrate. Dal 1918 al 1922 fu funzionario dei servizi segreti e venne trasferito successivamente al Consiglio economico supremo.
Funzionario della Polizia Segreta, fu sindaco di Mosca (1931-1937), capo del governo della Repubblica russa e presidente della Banca di Stato. Durante la seconda guerra mondiale fu generale d'armata (1944) e ministro della Difesa; nel 1948 entrò nel Politburo del PCUS. Dal 1949 curò il coordinamento tra forze armate e industria bellica.
Dal 1947 al 1953 fu ministro delle Forze armate. Morto Stalin, a cui Bulganin fu molto vicino, sotto Nikita Chruščёv, sostituì Malenkov alla testa del governo (1955), carica da cui fu rimosso nel 1958 dopo aver tentato di estromettere dal potere lo stesso Chruščёv. Inizialmente il nuovo leader sovietico fu indulgente nei suoi confronti e lo nominò presidente del Consiglio economico del territorio di Stavropol', ma due anni dopo lo accusò di svolgere attività contro il partito e lo privò da ogni incarico: Bulganin si ritirò a vita privata e trascorse i suoi ultimi anni con la famiglia.